# Ostrów (Lubliniec)
Pour les articles homonymes, voir Ostrów.
Ostrów est une localité polonaise de la gmina de Kochanowice, située dans le powiat de Lubliniec en voïvodie de Silésie.